# Air Inter
Air Inter (Lignes Aériennes Intérieures) era una compagnia aerea domestica francese semi-pubblica. Prima della sua fusione con Air France, la compagnia aerea aveva sede a Paray-Vieille-Poste, Essonne. All'inizio, aveva sede nel 1º arrondissement di Parigi.
Air Inter venne costituita il 12 novembre 1954. Operò il suo primo volo commerciale tra Parigi e Strasburgo il 16 marzo 1958. Tuttavia, era il 1960 quando la compagnia aerea iniziò servizi regolari.
La compagnia aveva stabilito la sua base operativa e ingegneristica all'aeroporto di Parigi Orly, dove i suoi voli erano concentrati.
Air Inter era stata fondata come entità semi-pubblica per fornire un trasporto aereo nazionale efficiente al minor costo. I suoi sostenitori finanziari includevano imprese di trasporto del settore pubblico e privato francesi nel trasporto stradale, ferroviario e aereo, nonché banche.
Air France e Société Nationale des Chemins de Fer Français (SNCF), la compagnia ferroviaria statale, erano i due maggiori azionisti del settore pubblico di Air Inter, ciascuno dei quali deteneva il 25% della compagnia aerea. Union des Transports Aériens (UTA) era il suo più grande investitore nel settore privato. UTA inizialmente deteneva una quota di minoranza del 15% in Air Inter. Successivamente, aumentò la sua partecipazione al 36%, diventando il maggiore azionista unico.
Il 12 gennaio 1990, Air Inter, con UTA e Air France, entrò a far parte di un gruppo Air France allargato, che a sua volta diventò una sussidiaria del Groupe Air France. Air Inter diventò Air Inter Europe a seguito della fusione con Air France e UTA. Il 1º aprile 1997 venne assorbita in Air France. Quel giorno, la società cessò di esistere come persona giuridica all'interno del gruppo France.

## Storia

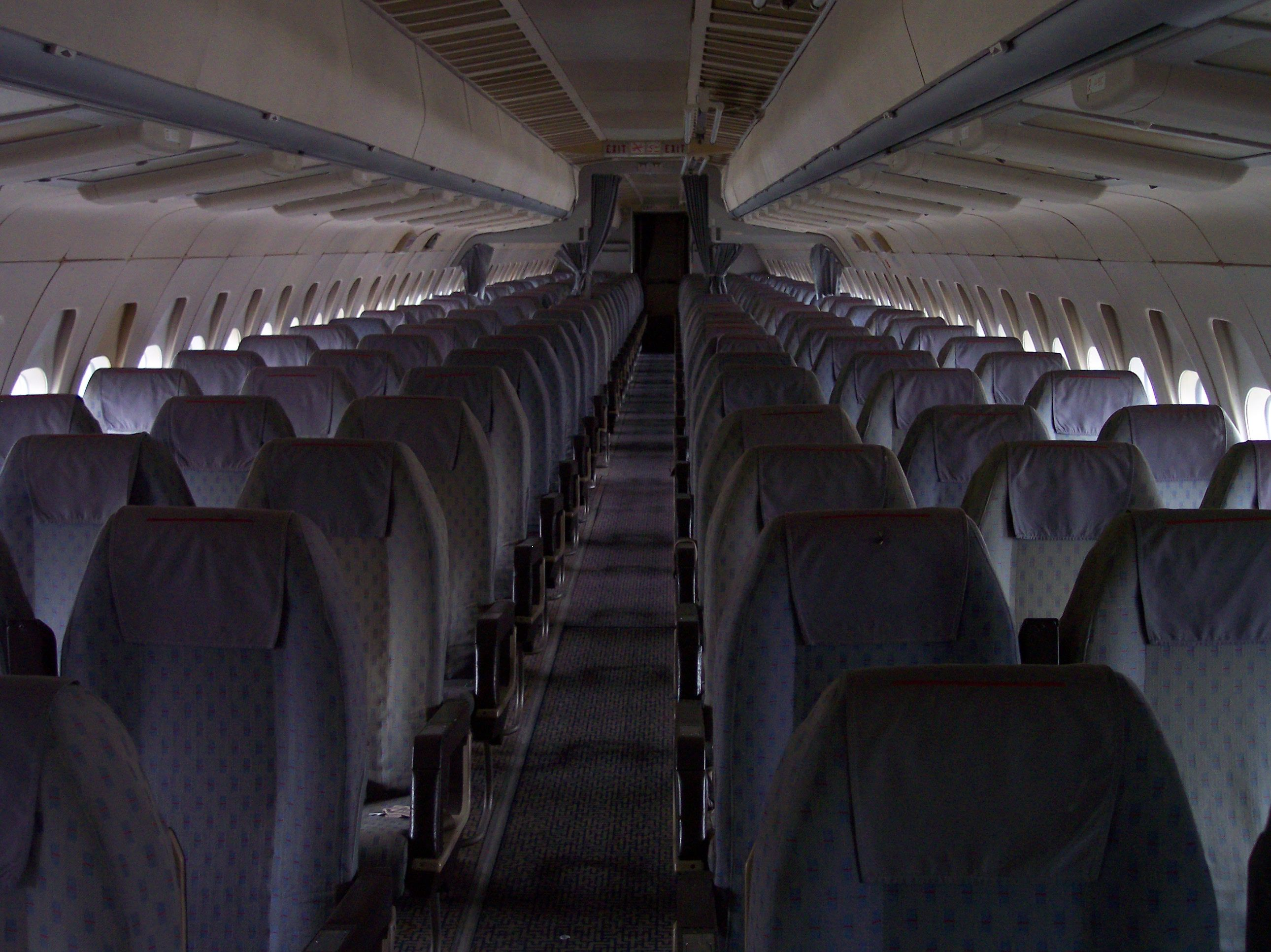
Gli interni di uno dei Dassault Mercure.

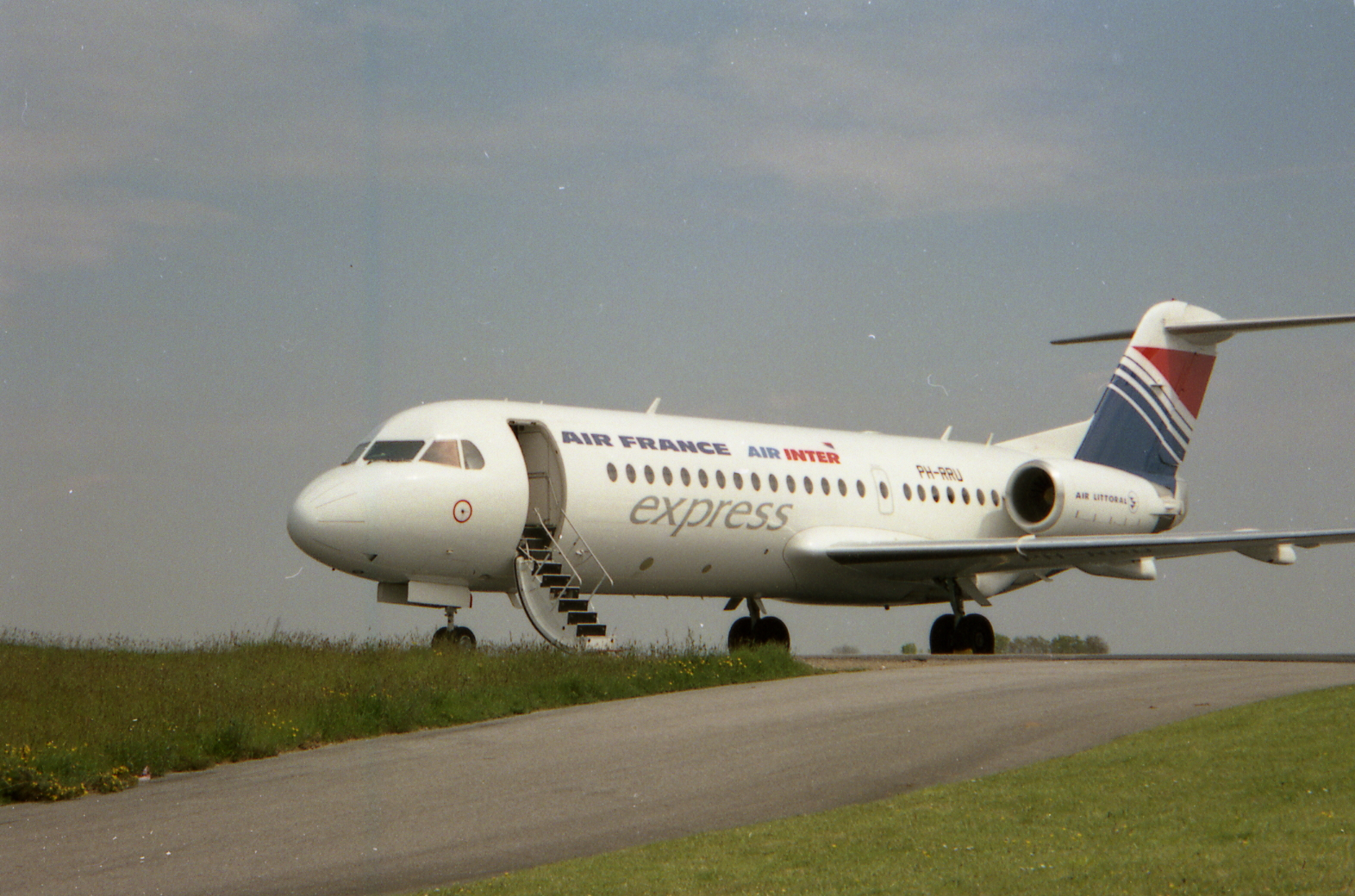
Un Fokker 70 con i loghi di Air Inter e Air France.

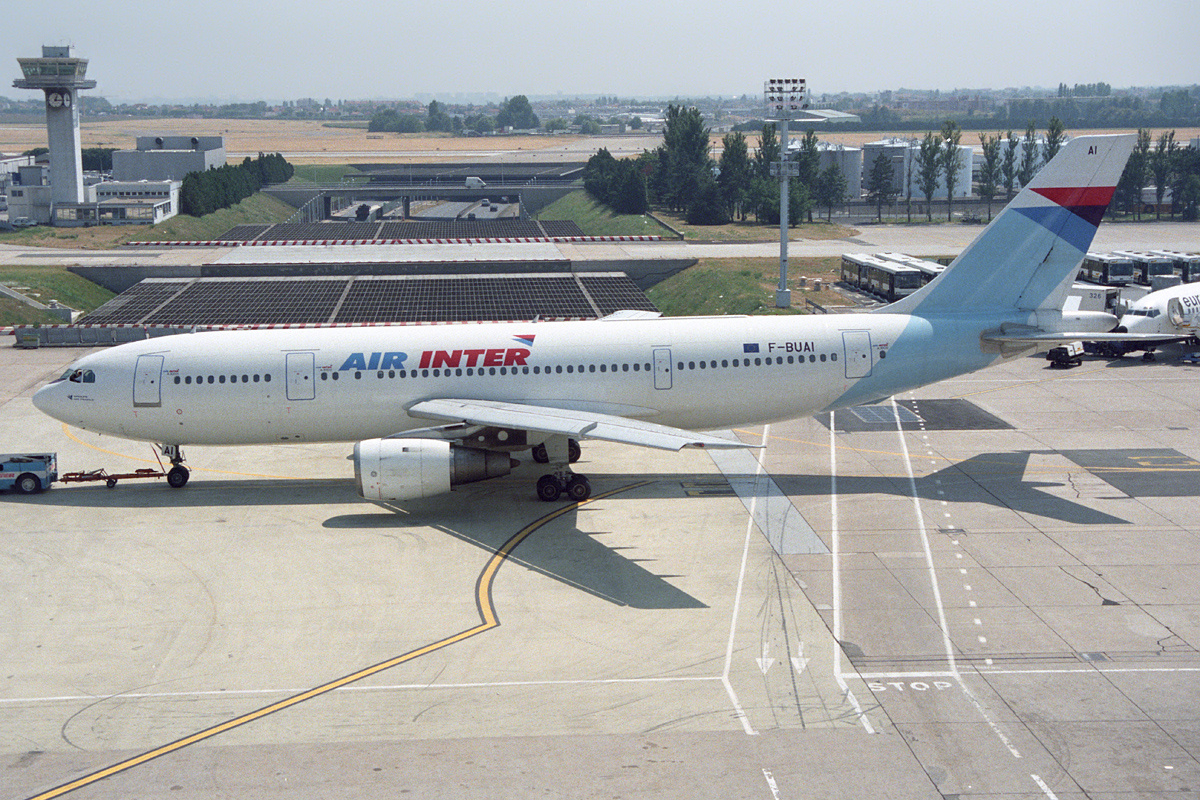
Un Airbus A300B2.

Il 23 febbraio 1960, il ministero dei Lavori pubblici e dei trasporti francese decise di trasferire il monopolio nazionale di Air France ad Air Inter. Ciò fornì ad Air Inter la spinta necessaria per avviare servizi di linea all'interno della Francia metropolitana, nonché tra la terraferma e la Corsica. Sebbene fosse una compagnia del settore privato a causa del suo status di responsabilità limitata, Air Inter fu costretta a gestire rotte interne regionali non redditizie per giustificare il suo monopolio interno su rotte redditizie da Parigi.
Air Inter operava principalmente voli interni di linea ad alta frequenza da Parigi Orly verso città della Francia metropolitana, principalmente Lione, Marsiglia, Nizza, Tolosa, Bordeaux, Strasburgo e Mulhouse. Dopo l'apertura dell'aeroporto Charles de Gaulle vicino alla periferia nord di Parigi di Roissy-en-France e il trasferimento della maggior parte delle operazioni internazionali di Air France da Orly all'aeroporto Charles de Gaulle nel 1974, nonché il trasferimento si UTA a Le Bourget, Air Inter iniziò a servire queste rotte anche da Charles de Gaulle (ad eccezione di Nizza) per alimentare i passeggeri nazionali nelle reti internazionali di quelle compagnie aeree.
Air Inter collegava inoltre Orly con ulteriori città francesi di provincia di secondo e terzo livello, nonché con tutti e tre gli aeroporti commerciali della Corsica (Ajaccio, Bastia, Calvi). La compagnia aerea operava anche rotte di linea nazionali regionali tra le principali città francesi.
Molte delle rotte della compagnia che servivano le città più piccole venivano appaltate alla TAT. Prima della liberalizzazione del mercato aereo interno nell'Unione europea (UE) all'inizio degli anni '90, Air Inter era un pilastro dell'industria del trasporto aereo francese insieme ad Air France, UTA e TAT.
A quell'epoca, Air Inter deteneva un'ampia quota del mercato interno. Era l'unica compagnia aerea che percorreva la maggior parte delle rotte nazionali all'interno della Francia metropolitana su base regolare, in particolare da e per Parigi. Le eccezioni erano Parigi-Nizza e Parigi-Basilea/Mulhouse. I voli di Air Inter tra Parigi Orly e Nizza erano in concorrenza con i voli Parigi-Charles de Gaulle-Nizza e Orly-Nizza di Air France. Air Inter gareggiava frontalmente con Swissair, l'ex compagnia di bandiera svizzera, tra il Parigi Charles de Gaulle e Basilea/Mulhouse.
La differenza tra i servizi Air Inter e Swissair concorrenti su questa rotta era che i passeggeri della prima dovevano utilizzare il terminal dell'aeroporto di Basilea/Mulhouse attraverso il canale nazionale che collegava l'aeroporto alla città francese di Mulhouse, mentre i secondi utilizzavano il canale internazionale che collegava l'aeroporto con la città svizzera di Basilea. Per questo motivo, i voli di Air Inter erano classificati come nazionali mentre quelli di Swissair internazionali.
Inoltre, UTA aveva diritti limitati per il trasporto di passeggeri, merci e posta sulle tratte interne dei suoi servizi a lungo raggio, tra Parigi Charles de Gaulle e Lione, Marsiglia, Nizza e Bordeaux. Tuttavia, i voli erano troppo rari per rappresentare una minaccia per Air Inter.
SNCF, uno dei due maggiori azionisti del settore pubblico di Air Inter, era anche il principale concorrente della società sulle rotte nazionali all'interno della Francia. Ciò si è intensificato quando SNCF avviò i servizi del treno ad alta velocità e alta frequenza della Grande Vitesse (TGV) su binari appositamente costruiti dal 1981. Il lancio dei servizi TGV tra Parigi e Lione, una delle rotte più trafficate e più brevi di Air Inter, portò a una riduzione della frequenza su quella tratta.
Le uniche altre rotte aeree nazionali sulle quali Air Inter gareggiava con Air France nell'era pre-liberalizzazione erano rotte che collegavano la terraferma con la Corsica. Nel 1977, Air Inter acquistò una partecipazione del 20% da Air France nell'affiliata Air Charter International.
Il numero annuale di passeggeri sulla rete di linea nazionale di Air Inter crebbe costantemente fino a raggiungere i 21 milioni, battendo di fatto Air France per un anno. Ciò rese l'azienda la più grande compagnia aerea nazionale di linea in Europa.
Air Inter fu anche uno dei pochi operatori di linea principali europei a corto raggio ad essere redditizio per la maggior parte del tempo e fu un precursore delle odierne compagnie aeree low cost in Europa. Le tariffe erano inferiori rispetto a quelle in altre parti d'Europa e alle tariffe ferroviarie concorrenti, con brevi tempi di consegna, nessuna assegnazione dei posti ed equipaggi minimi.
Il 1º gennaio 1995, Air Inter perse il monopolio sulle rotte nazionali da Parigi Orly. Da quel giorno, qualsiasi rivale con sede nell'UE era libero di competere su queste rotte, senza limitazioni di capacità, frequenza o tariffe.
La vendita di partecipazioni di controllo in Air Inter e UTA ad Air France, nonché l'integrazione di entrambe le prime nella seconda, faceva parte di un piano del governo francese per creare un vettore nazionale unificato con un'economia di scala e una portata globale per contrastare le minacce derivanti dalla liberalizzazione del mercato interno del trasporto aereo dell'UE.

## Flotta

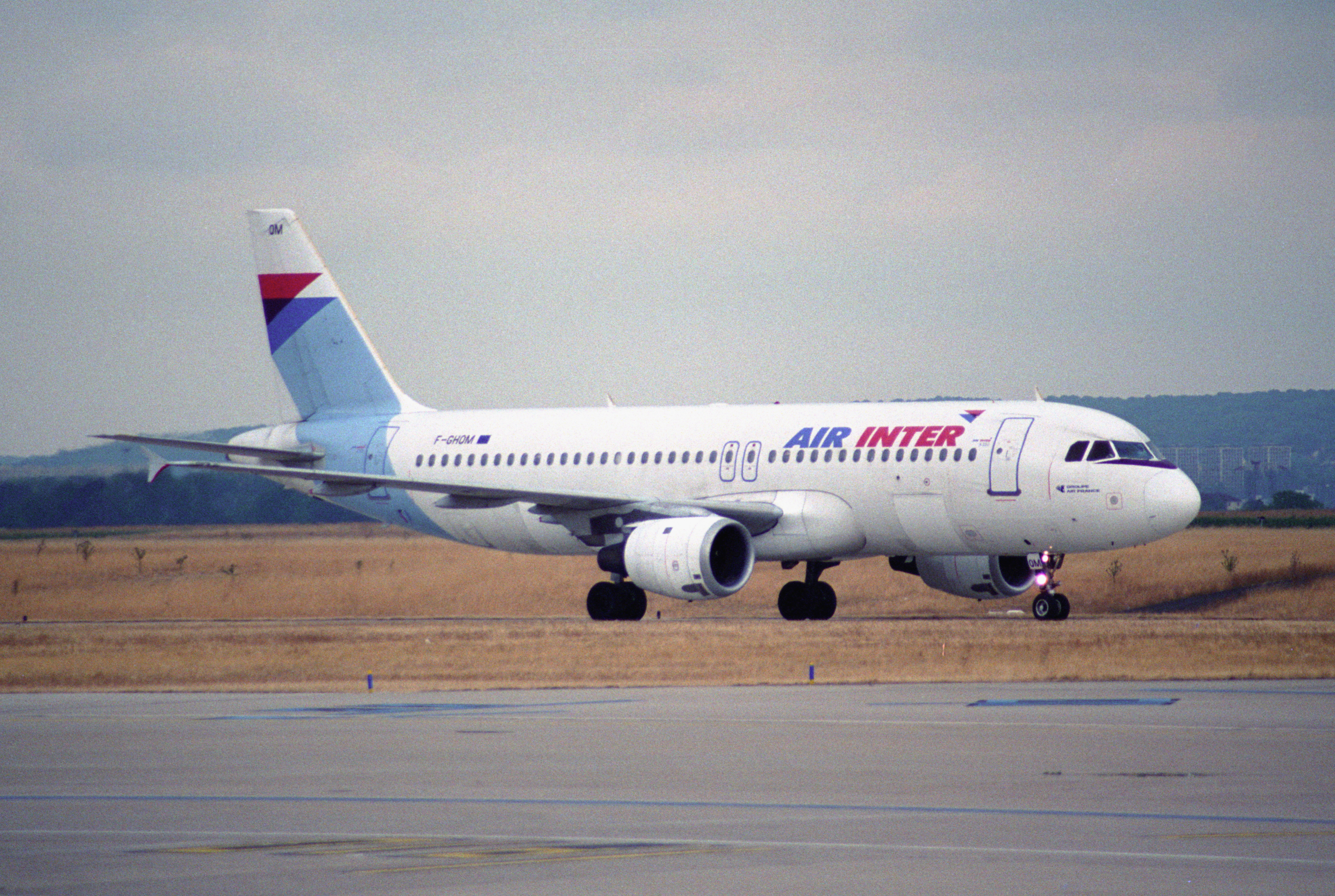
Un Airbus A320.

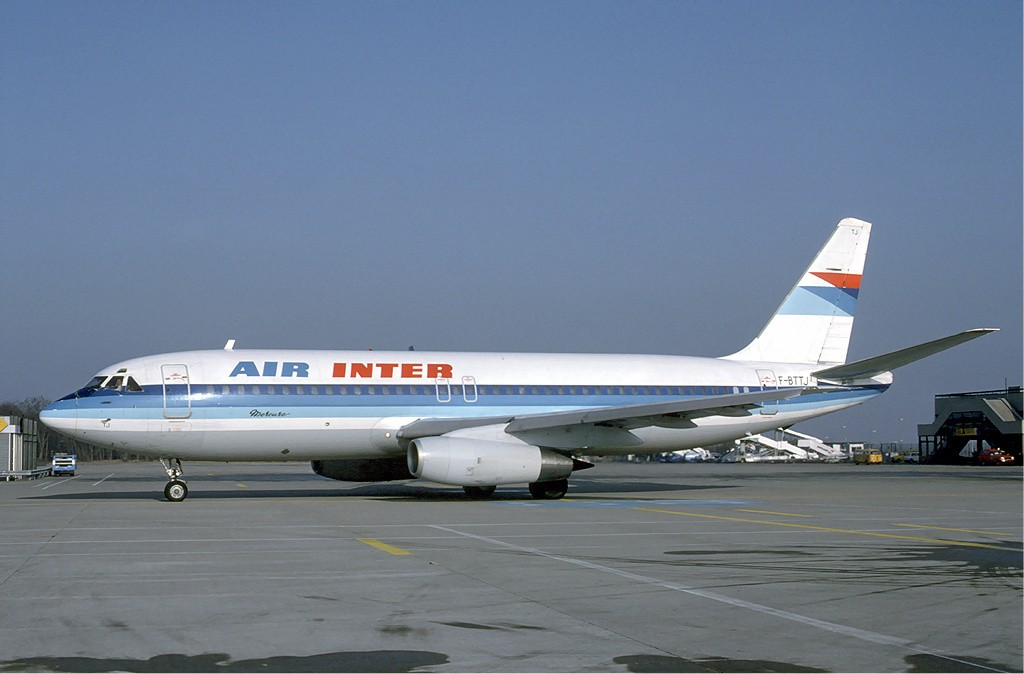
Uno degli 11 Dassault Mercure della compagnia.

Di seguito sono elencati i principali tipi di aeromobili che facevano parte della flotta di Air Inter in un punto o nell'altro durante i suoi 37 anni di operatività continua:
- Airbus A300B2/B4
- Airbus A320-100/200
- Airbus A321-100
- Airbus A330-300
- Dassault Mercure
- Douglas DC-3/C-47
- Fokker F27-500
- Fokker F100
- Nord 262
- Sud Aviation Caravelle
- Vickers Viscount 700

Air Inter entrò nell'era dei jet con il Caravelle III.
Fu uno dei primi operatori dell'Airbus A300, il primo aereo di linea commerciale del produttore europeo e il primo aereo a fusoliera larga della compagnia aerea. La flotta raggiunse i 22 aeromobili al suo apice con velivoli acquistati di seconda mano fino al 1992.
Air Inter era anche cliente di lancio del Dassault Mercure, la risposta francese al Boeing 737, così come dell'Airbus A320 (costruì una flotta di 33 esemplari della sola variante). Entrò in servizio il 4 giugno 1974. L'incapacità della Dassault Aviation di trovare altri clienti per il Mercure portò il governo francese a concedere ad Air Inter un sussidio di £ 10.775.000. Ciò aiutò la compagnia aerea a sostenere l'onere finanziario di gestire una "flotta orfana" di soli dieci aeromobili. Oltre ai dieci aeromobili che facevano parte dell'ordine originale di Air Inter per il Mercure, la compagnia aerea convertì anche il prototipo dell'aereo allo standard della compagnia. Questo successivamente si unì alla flotta, aumentando il numero a undici. Venne ritirato nel 1995, dopo 20 anni di servizio ininterrotto.
L'A320 entrò in servizio con Air Inter nel 1988.
L'A330 fu l'ultimo tipo di aeromobile ad entrare a far parte della flotta Air Inter nel 1994. La compagnia fu il cliente di lancio del tipo.

## Incidenti
- Il 12 agosto 1963, il volo Air Inter 2611, un Vickers Viscount, precipitò durante l'avvicinamento a Lione a causa delle condizioni meteorologiche. Le vittime furono 16.[12]
- Il 27 ottobre 1972, il volo Air Inter 696, un Vickers Viscount,  si schiantò sul Pic du Picon a 1 000 piedi (300 m) di altitudine e a 44 chilometri a est dell'aeroporto; dei 68 a bordo, sopravvissero solo in otto.[13]
- Il 20 gennaio 1992, il volo Air Inter 148, un Airbus A320, si schiantò sui monti Vosgi, vicino a Mont Sainte-Odile, Francia, mentre era in attesa di atterrare all'aeroporto di Strasburgo-Entzheim. 87 dei 96 presenti a bordo persero la vita.[14]